# Constantin Keller (Schauspieler)
Constantin Keller (* 2002 in Langen) ist ein deutscher Schauspieler.
Bereits 2009 wurde er in einem Dokumentarfilm porträtiert; 2021 erschien eine Fortsetzung im Rahmen der Reihe „Was wurde aus …?“.
Bekanntheit als Schauspieler erlangte Keller durch die Fernsehserie Hameln (2024), wobei er als einziger der drei Hauptrollen seine Behinderung nicht spielte. Er ist gehörlos und beherrscht sowohl Gebärden- als auch Lautsprache.
Im Oktober 2024 begann er eine professionelle Schauspielausbildung an der Hochschule für Musik und Darstellende Kunst Frankfurt am Main.

## Filmografie
- 2012: Sechzehneichen (Fernsehfilm, Nebenrolle)
- 2022: Du sollst hören (Fernsehfilm)
- 2024: Hameln (Fernsehserie, Hauptrolle)